# قسم الغربي الريفي (مقاطعة أردبيل)
قسم الغربي الريفي (بالفارسية: دهستان غربی) هي قسم تقع في إيران في قسم. يقدر عدد سكانها بـ 10,730 نسمة .